# Mathieu Nicolas
Pas d'image ? Cliquez ici

a Compétitions nationales et continentales officielles uniquement.

b Matchs officiels uniquement.
Dernière mise à jour le 2 mai 2018.
Matthieu Nicolas, né le 11 février 1987, à Valence, est un joueur français de rugby à XV évoluant au poste de trois-quarts aile (1,80 m pour 88 kg). Il est originaire du Cheylard en Ardèche où il a passé toute son enfance.

## Statistiques en équipe nationale
- International -18 ans : 1 sélection en 2005 (Pays de Galles).
- International -19 ans : participation au championnat du monde 2006 à Dubaï : 5 sélections, 1 essai (Afrique du Sud, Irlande, Argentine, Australie, Angleterre).
- International -21 ans : participation au tournoi des six nations 2007

## Palmarès
- CS Bourgoin-Jallieu
  - Vainqueur de la Coupe Frantz Reichel en 2006